# Palouse Falls
Palouse Falls – wodospad w Stanach Zjednoczonych, w stanie Waszyngton, w hrabstwie Franklin. Wodospad leży na Palouse River, dopływie rzeki Snake w Parku Stanowym Palouse Falls.
Wodospad jest położony na wysokości 219 m n.p.m.. W bliskiej odległości na tej samej rzece leży wodospad Gildersleeve Falls (7,9 km). W pobliże wodospadu na teren parku prowadzi droga stanowa WA-261. Następnie skręca się w drogę gruntową, by po 14 km dojechać do parkingu skąd prowadzą szlaki turystyczne. Najkrótszy ma długość około 1,6 km w obie strony.